# Olivenza
Olivenza (port. Olivença) – miasto w Hiszpanii w prowincji Badajoz należącej do wspólnoty autonomicznej Estremadura, leżące w spornym terytorium hiszpańsko-portugalskim określanym tą samą nazwą. Miasto w 2016 roku liczyło 12 032 mieszkańców.

## Historia
Olivenza stała się częścią Portugalii w 1297, gdy król Dionizy I po śmierci kastylijskiego władcy Sancha IV wymusił na regentce Marii de Molina oddanie jej wraz z terytorium Campo Maior i innymi ziemiami w traktacie z Alcañices. W 1801 królowa Maria po nieudanej inwazji zgodziła się oddać miasto Hiszpanii wraz z częścią Gujany na mocy traktatu podpisanego w Badajoz.
W 1815 na kongresie wiedeńskim porządkującym Europę po wojnach napoleońskich portugalska delegacja pod przewodnictwem księcia Palmela doprowadziła do zawarcia w Ustaleniach Końcowych artykułu 105, który potwierdzał portugalskie prawa do Olivenzy, jednak pozostawiał tę kwestię do rozwiązania w drodze uzgodnień dwustronnych. Hiszpania uznała, że to postanowienie kongresu nie unieważniło wcześniejszego traktatu z Badajoz i podpisała jego ustalenia.
Władze hiszpańskie utrzymują, że ich kraj posiada de iure władzę nad okręgiem, podczas gdy Portugalia nigdy nie uznała hiszpańskiej władzy nad Olivenzą. Od zakończenia kongresu wiedeńskiego prowadzono negocjacje odnośnie do statusu Olivenzy, jednak zostały one przerwane w wyniku portugalskiej inwazji na terytorium Banda Oriental (obecny Urugwaj) w Ameryce Południowej. Od tego czasu graniczne status quo między obydwoma krajami pozostało na linii wytyczonej przez układ z Badajoz wzdłuż rzeki Gwadiana.
W 1840 władze hiszpańskie w okręgu zakazały używania języka portugalskiego także w obrzędach religijnych. W chwili obecnej portugalski zachował się na tym terytorium głównie wśród ludności wiejskiej i starszych generacji w miastach. Młodzież używa języka kastylijskiego.
Z powodu kontrowersji wokół Olivenzy granica portugalsko-hiszpańska została dokładnie wytyczona jedynie we fragmentach. W Portugalii wciąż istnieje kilka stowarzyszeń nacjonalistycznych domagających się zwrotu Olivenzy. W 2004 sprawą zajmował się także tamtejszy parlament. Ponownie o zwrot Olivenzy zwrócił się w 2024 minister obrony Portugalii.

## Znani mieszkańcy
W Olivenzy urodził się Paulo da Gama, starszy brat odkrywcy morskiej drogi do Indii Vasco da Gamy.
W mieście urodził się Guillermo Fernández Vara, hiszpański polityk, lekarz sądowy, nauczyciel akademicki i samorządowiec, działacz Hiszpańskiej Socjalistycznej Partii Robotniczej (PSOE), w latach 2007–2011 i od 2015 prezydent Estremadury.

## Miasta partnerskie
- Leiria, Portugalia
- Portalegre, Portugalia
- Elvas, Portugalia
- Cadaval, Portugalia
- Vila Viçosa, Portugalia